# Nico Sikkel
Nicolaas Johannes Gerardus Sikkel (Den Haag, 1 september 1897 – Haarlem, 17 januari 1954) was een Nederlandse substituut-officier van justitie in Haarlem die tijdens de Tweede Wereldoorlog een belangrijke rol speelde in het verzet in Noord-Holland. Na de oorlog was hij als procureur-fiscaal bij het Bijzonder Gerechtshof in Amsterdam nauw betrokken bij de vervolging van oorlogsmisdadigers en collaborateurs.
Sikkel was de zoon van de predikant Johannes Cornelis Sikkel (1855-1920) en Hendrina Elisabeth Odink (1863-1931). Hij groeide op in een milieu dat sterk anticommunistisch en antisemitisch getint was. Omdat zijn oudere zuster gehuwd was met Pieter Sjoerds Gerbrandy, waren Sikkel en Gerbrandy zwagers. In 1926 trouwde hij met Catarina Bodenhausen (1900-1970). Sikkel stond bekend als een autoritaire en dogmatische man en hoorde politiek en levensbeschouwelijk bij de Anti-Revolutionaire Partij (ARP), waarvan zijn zwager Gerbrandy een van de voormannen was.

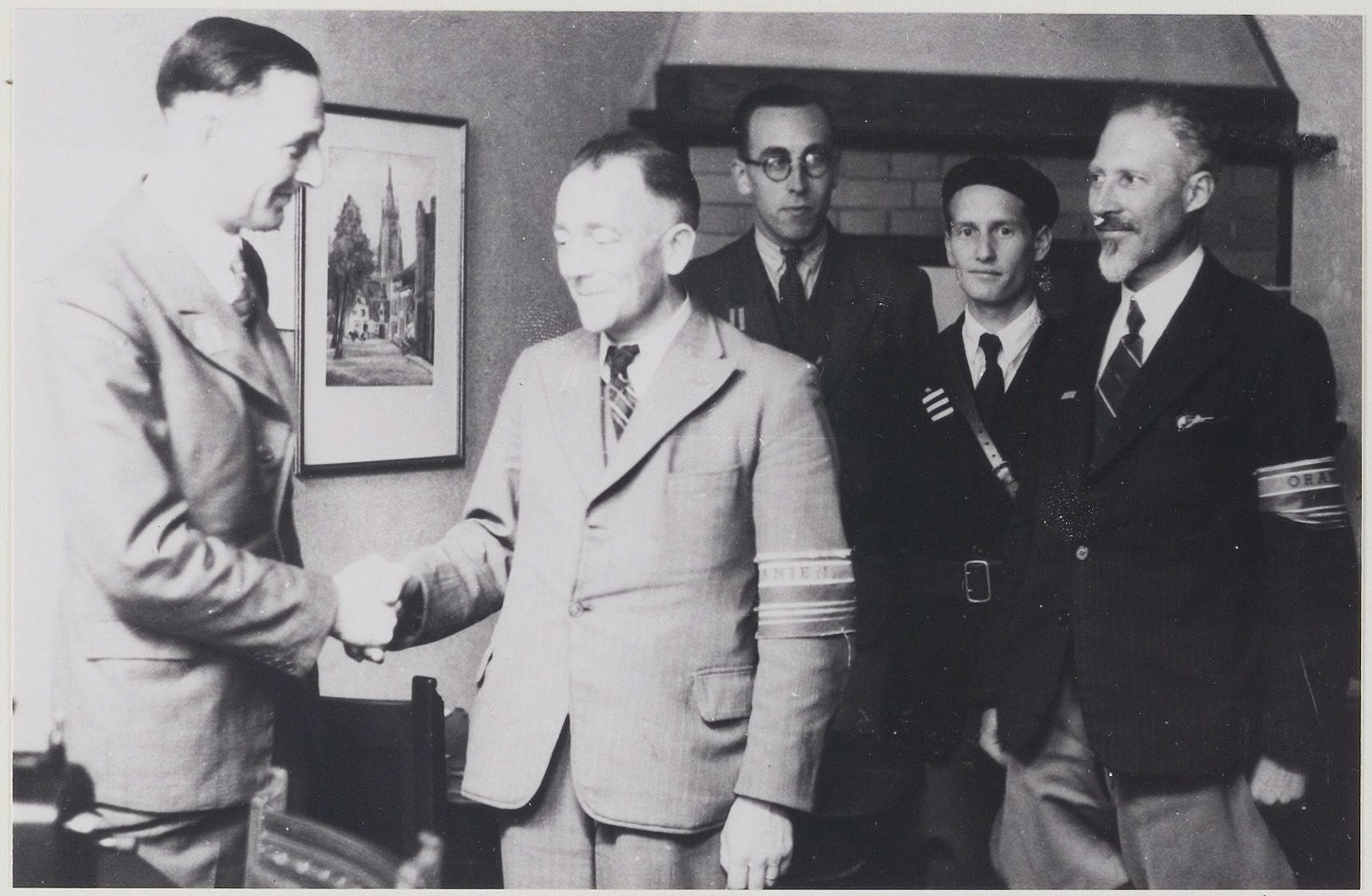
Afscheid van Mr. Sikkel als gewestelijk commandant.

In 1938 werd Sikkel substituut-officier van justitie in Haarlem. Hij stond tijdens de oorlog bekend als anti-Duits en steunde – voor zover dat in zijn functie mogelijk was – het verzet tegen de Duitse bezetter. Begin 1944 werd hij gewestelijk commandant van de Ordedienst (OD) in Haarlem en later van de Binnenlandse Strijdkrachten (BS). Volgens velen zou bij het verkrijgen van deze functies het feit dat hij zwager was van Gerbrandy (minister-president van de Londense regering in ballingschap) een doorslaggevende rol hebben gespeeld.
Sikkel kwam na de oorlog in opspraak door zijn betrokkenheid bij de Velser Affaire. Hij zou in de laatste oorlogsperiode in opdracht van zijn zwager Gerbrandy en in overleg met de Duitse bezetter leden van het communistische verzet (onder wie Hannie Schaft) hebben laten liquideren. Na de oorlog zou hij als aanklager bij het Bijzonder Gerechtshof in Amsterdam er alles aan hebben gedaan om gevoelige zaken die betrekking hadden op hemzelf en op bekenden uit politie- en justitiekringen onder de tafel te schuiven. Volgens sommigen zou ook bij de berechting van Dirk Jan de Geer zijn relatie met Gerbrandy een rol hebben gespeeld. Na zijn periode als procureur-fiscaal werd hij officier van justitie te Haarlem. In 1954 overleed hij in Haarlem op 56-jarige leeftijd.
Zowel in zijn rol van gewestelijk commandant van de Binnenlandse Strijdkrachten tijdens de oorlog als in zijn rol van procureur-fiscaal bij het Bijzonder Gerechtshof na de oorlog was Sikkel zeker niet onomstreden. Maar in alle onderzoeken die na de oorlog zijn gedaan, is nooit gebleken dat er sprake is geweest van een complot waarbij het doel was het communistische verzet uit te schakelen. In de rechtszaak tegen de Velsense kantoorbediende Willy Nelly van der M., die onder anderen Hannie Schaft had verraden, zette procureur-generaal Sikkel volgens het verslag in de IJmuider Courant "(I)n een zeer fel requisitoir (...) deze beide meisjes als twee tegenvoeters van het Nederlandsche volk tegenover elkaar. Hij toonde geen enkele genade voor de verdachte die hij een natuurlijk liegend creatuur noemde. "Hannie Schaft is dood, deze hier leeft nog." " 